# Shinji Ōta
Shinji Ōta (jap. 太田慎二, Ōta Shinji; * 14. September 1973) ist ein japanischer Badmintonspieler. 

## Karriere
Shinji Ōta wurde 1997 japanischer Meister im Herreneinzel und im Herrendoppel mit Takuya Takehana. Bei der Asienmeisterschaft des Folgejahres wurde er Fünfter im Doppel mit Takehana, bei der Weltmeisterschaft 1999 33. 2001 gewannen beide einen weiteren nationalen Herrendoppeltitel.

## Sportliche Erfolge
| Saison | Veranstaltung                | Disziplin    | Platz | Name                          |
| ------ | ---------------------------- | ------------ | ----- | ----------------------------- |
| 1997   | Japan: Einzelmeisterschaften | Herrendoppel | 1     | Shinji Ōta / Takuya Takehana  |
| 1997   | Japan: Einzelmeisterschaften | Herreneinzel | 1     | Shinji Ōta                    |
| 1998   | Asienmeisterschaft           | Herrendoppel | 5     | Shinji Ohta / Takuya Takenaka |
| 1999   | Weltmeisterschaft            | Herrendoppel | 33    | Shinji Ohta / Takuya Takehana |
| 2001   | Japan: Einzelmeisterschaften | Herrendoppel | 1     | Shinji Ōta / Takuya Takehana  |
| 2002   | Japan: Einzelmeisterschaften | Herrendoppel | 1     | Shinji Ōta / Takuya Takehana  |